# Araecerus fasciculatus
Espèce
Araecerus fasciculatus (la bruche des grains de café) est une espèce d'insectes coléoptères appartenant à la famille des Anthribidae.

## Synonymes
Liste des synonymes :
- Curculio fasciculatus Degeer, 1775
- Anthribus coffeae Fabricius, 1801
- Araecerus coffeae (Fabricius, 1801)
- Bruchus cacao Fabricius 1775,
- Bruchus peregrinus Herbst 1797,
- Bruchus capsinicola Fabricius 1798,
- Anthribus coffeae Fabricius 1801,
- Anthribus alternans Germar 1824,
- Phloeobius griseus Stephens 1831,
- Cratoparis parvirostris Thomson 1858,
- Araecerus seminarius Chevrolat 1871,
- Tropideres (Rhaphitropis) mateui Cobos 1954